# UGC 8498
Arp 334 = UGC 8498 ist eine Spiralgalaxie im Sternbild Jagdhunde, welche etwa 355 Millionen Lichtjahre von der Milchstraße entfernt ist. Halton Arp gliederte seinen Katalog ungewöhnlicher Galaxien nach rein morphologischen Kriterien in Gruppen. Diese Galaxie gehört zu der Klasse Verschiedene (Arp-Katalog).